# Thian Fah Foundation Hospital

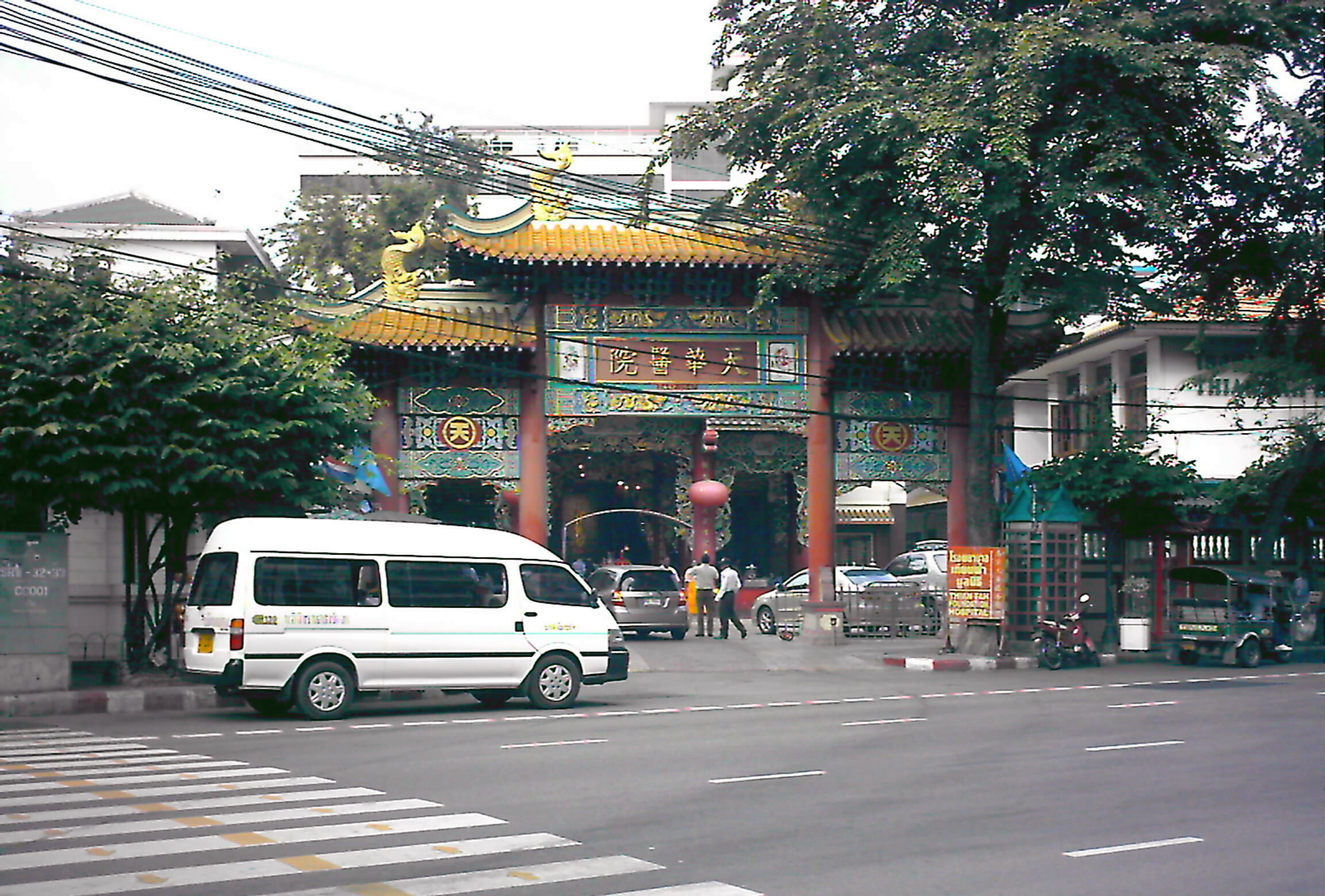
Paifang met de Guanyintempel erachter

Thian Fah Foundation Hospital is een Chinees ziekenhuis aan de Thanon Yaowarat in Bangkok Chinatown. Het werd in 1905 officieel geopend door de Siamese koning Rama V. Tot 1933 was het ziekenhuis alleen gespecialiseerd in traditionele Chinese geneeskunde. Na 1933 had het ook dokters van de Westerse geneeskunde en het aantal ziekenhuisbedden was honderd.
Het ziekenhuis is gesticht door Chinese Thai en geeft gratis medische behandelingen aan alle bezoekers ongeacht of hij Chinees is. Het ziekenhuis heeft een boeddhistische tempel gewijd aan bodhisattva Guanyin. Het beeld van Guanyin komt oorspronkelijk uit de Anletempel (安樂寺) in Luoyang. In 2003 werd de paifang voor het ziekenhuisgebouw officieel geopend door de Thaise koningin Sirikit.